# Hellboy – Die goldene Armee
Hellboy – Die goldene Armee ist ein Film aus dem Jahr 2008, der auf den Comics des Dark-Horse-Comics-Charakters Hellboy beruht und die Fortsetzung des 2004 erschienenen Films Hellboy bildet. Die Regie übernahm wie im Vorgänger Guillermo del Toro. Ron Perlman, Selma Blair und Doug Jones übernahmen wieder die Hauptrollen. Der Film wurde in den Vereinigten Staaten am 11. Juli 2008 veröffentlicht und lief in Deutschland am 16. Oktober 2008 in den Kinos an.

## Handlung
Weihnachten 1955 wird dem jungen Hellboy von seinem Ziehvater, Professor Trevor „Broom“ Bruttenholm, eine Legende erzählt, über eine Zeit, in der die in Städten lebenden Menschen begannen, die in der Natur lebenden Elfen und Trolle zu bekriegen, zu vertreiben und zu töten: In dieser Lage hat Balor, König der Elfen, die Kobolde gebeten, eine unaufhaltsame, mechanische Armee zu erschaffen. Diese „Goldene Armee“ riesenhafter mechanischer Krieger, „70 mal 70 Soldaten“, die durch eine Krone von jenen mit königlichem Blut kontrolliert werden könne, hat die Menschen zurückgeschlagen, aber auch so erbarmungslos getötet, dass König Balor ihren Einsatz bereute und eine Waffenruhe geschlossen wurde. Die Goldene Armee wurde deaktiviert und an einem geheimen Ort versteckt, wo sie seit Jahrtausenden darauf warte, dass sie wieder zum Kampf gerufen werde. Balor habe den Menschen eines der drei Teile ausgehändigt, in die er die Krone zerlegte. Prinz Nuada sei hingegen aus Protest gegen den Waffenstillstand ins Exil gegangen, da er die Menschen vernichtet sehen wollte.
Im New York City der Gegenwart überfällt Prinz Nuada eine Auktion, bei der jener Teil der Krone angeboten wird, der den Menschen ausgehändigt wurde, und raubt dieses Kronenteil. Daraufhin sendet die geheime FBI-Abteilung Bureau for Paranormal Research and Defense (BPRD) Hellboys Team zu dem Auktionshaus. Sie finden das Gebäude verlassen vor, ohne Spur von den Opfern. Abe stellt, als er Liz schützen will, fest, dass sie schwanger ist. Er identifiziert die Angreifer als „Zahnfeen“: Schwärme spinnenartiger Wesen, die sich begierig auf die Zähne und Knochen ihrer Beute stürzen und nur breiige Ausscheidungen als Überreste der Auktionsteilnehmer übrig gelassen haben. Es gelingt erst Liz, die „Feen“ zu besiegen. Bei der Explosion lässt Hellboy sich jedoch absichtlich aus einem Fenster schleudern und wird dadurch der Öffentlichkeit unwiderruflich bekannt. Aufgrund dieses Missgeschicks wird der Abteilung ein neuer Leiter zugeteilt, der aus Ektoplasma bestehende Geist Johann Krauss, der in einem annähernd menschenförmigen Anzug lebt.
In der Zwischenzeit fordert Prinz Nuada seinen Vater auf, die Goldene Armee wiederzuerwecken, um die Menschheit auszulöschen. Als König Balor sich weigert, tötet Prinz Nuada die Wachen und schließlich seinen Vater, wodurch er den zweiten Teil der Krone in seinen Besitz bringt. Seine Zwillingsschwester, Prinzessin Nuala, kann mit dem dritten Kronenteil entkommen.
Im Labor der BPRD ergreift Johann Krauss Besitz vom Körper einer Zahnfee und kann so rekonstruieren, dass diese auf dem „Trollmarkt“ gekauft wurde. Mit von ihm zur Verfügung gestellten speziellen Okularen ist das BPRD-Team in der Lage, den Eingang unter der Brooklyn Bridge auszumachen und den Trollmarkt zu betreten. Dort treffen sie auf die flüchtende Prinzessin Nuala und erfahren von der drohenden Gefahr durch die Goldene Armee. Nuala gelangt in den Besitz einer Karte, welche das Versteck der Goldenen Armee beschreiben soll. Schließlich kommt es zum Zweikampf zwischen Hellboy und dem Höhlentroll Wink, Prinz Nuadas Handlanger, den Hellboy aber besiegen kann.
Als Rache für den Tod Winks setzt Nuada einen Waldgott, eine Kreatur ähnlich einem riesigen Baum, ein, um Hellboy zu töten. Im darauf folgenden Chaos in der Stadt rettet Hellboy ein Baby und kann schließlich die beschworene Kreatur, die letzte ihrer Art, besiegen. Nuada führt Hellboy vor Augen, dass die Menschheit Wesen wie ihn oder den Waldgott immer als Bedrohung ansehen werde, egal wie viel Gutes sie auch vollbringen mögen. Als Hellboy das kurz zuvor gerettete Baby seiner Mutter übergibt, wird dies bestätigt: Die Mutter dankt ihm nicht, sie verurteilt ihn vielmehr, das Baby in Gefahr gebracht zu haben. Durch die Ablehnung der umstehenden Menschen werden in Hellboy Zweifel an seinem Engagement für das BPRD geweckt.
Im BPRD-Hauptquartier stellt sich die Karte als leeres Pergament heraus. Liz meint, sie brauche Abstand von Hellboy. Hellboy betrinkt sich mit Abe, nachdem dieser zugegeben hat, dass er in Prinzessin Nuala verliebt sei. Als Prinz Nuada im Hauptquartier auftaucht, versteckt Nuala, die eine Verbindung zu ihrem Zwillingsbruder hat, das dritte Kronenteil in einem Buch der BPRD-Bibliothek und wirft den Behälter mit Karte ins Feuer. Nuada erkennt jedoch, dass der Behälter selbst die Karte ist, dessen Abdruck das Versteck der Goldenen Armee offenbart.
Als Nuala Alarm auslöst, kommt es zu einem Zweikampf zwischen Hellboy und Prinz Nuada, bei dem Nuada Hellboy mit einer Speerspitze verletzt. Nuada stellt Abe ein Ultimatum: Wenn das dritte Kronenteil nicht zu ihm gebracht werde, würde er Nuala nicht wiedersehen und Hellboy sterben, da die Speerspitze nicht herausgezogen werden kann. Abe erkennt, dass bei jedem Versuch, die Speerspitze zu entfernen, diese sich weiter Richtung Herz bewegt. Das BPRD-Team findet den Kartenabdruck und Abe entdeckt das Artefakt in einem Buch und nimmt es an sich. Liz, Abe und Krauss brechen gemeinsam mit Hellboy nach Irland auf, um die Goldene Armee in der Nähe des Giant’s Causeway zu suchen.
In Irland angekommen finden sie zunächst den Zugang zur goldenen Armee nicht, treffen jedoch auf einen Kobold, der anbietet, ihnen den Eingang zu zeigen, wenn er die Speerspitze aus Hellboys Brust dafür bekomme. Als Liz meint, sie könne nicht entfernt werden, antwortet der Kobold, er kenne jemanden, der dies kann. In der Höhle treffen sie auf einen Todesengel. Dieser hat die Möglichkeit, die Speerspitze zu entfernen, allerdings teilt er Liz mit, welche Konsequenzen das für die Welt haben kann. Hellboys Schicksal ist es auch weiterhin, die Welt zu unterjochen, und sein Tod könnte dieses Schicksal verhindern. Liz möchte aber dennoch, dass er gerettet wird. Der Todesengel entfernt daraufhin die Speerspitze und sagt Liz, sie müsse Hellboy einen Grund zum Leben geben. Daraufhin sagt sie ihm, dass sie schwanger ist. Als die vier im Versteck der Goldenen Armee bei Nuada ankommen, übergibt Abe den dritten Teil der Krone, in der Hoffnung, Nuala damit zu retten. Nuada erweckt daraufhin die Goldene Armee und lässt diese die vier angreifen. Hellboy kann zwar einige Krieger der Armee besiegen, Krauss ist sogar in der Lage, Besitz von den Soldaten zu ergreifen, jedoch setzt sich jeder besiegte Soldat wieder zusammen.
Hellboy ficht als letzte Möglichkeit Nuadas Anspruch auf die Krone an und fordert ihn zu einem Kampf heraus. Hellboy kann Nuada besiegen, tötet ihn jedoch nicht, da gleichzeitig Nuala sterben würde. Nuada sagt, er würde nie aufhören, gegen die Menschen zu kämpfen. Als Hellboy sich von Nuada abwendet, will dieser Hellboy von hinten erstechen, bricht aber selbst, durch eine unsichtbare Kraft getroffen, tödlich zusammen, da zeitgleich Nuala durch einen Stich ins Herz Selbstmord begeht, um Hellboy zu schützen. Abe gesteht der sterbenden Nuala seine Liebe. Die Krone wird von Liz zerstört, und die Goldene Armee damit nutzlos. An der Oberfläche wartet bereits BPRD-Direktor Tom Manning auf das Team und muss nun die Kündigung von Hellboy, Liz, Abe und Krauss entgegennehmen.
Zum Schluss will Hellboy sich mit Liz an einem schönen Ort niederlassen, damit sein Baby gut behütet aufwachsen kann. Liz teilt ihm mit, dass es Zwillinge sind.

## Synchronisation
Die deutsche Vertonung fand in den Studios der FFS Film- und Fernseh-Synchron in Berlin statt. Klaus Bickert schrieb das Dialogbuch, Tobias Meister führte die Dialogregie.
| Rolle                        | Schauspieler    | Synchronsprecher                                                     |
| ---------------------------- | --------------- | -------------------------------------------------------------------- |
| Hellboy                      | Ron Perlman     | Tilo Schmitz                                                         |
| Liz Sherman                  | Selma Blair     | Ranja Bonalana                                                       |
| Abe Sapien                   | Doug Jones      | Joachim Tennstedt                                                    |
| Ratsvorsitzender             | Doug Jones      | Hans-Jürgen Dittberner                                               |
| Engel des Todes              | Doug Jones      | Claudia Urbschat-Mingues (hohe Stimme) Dietmar Wunder (tiefe Stimme) |
| Johann Krauss (Stimme)       | Seth MacFarlane | Axel Malzacher                                                       |
| Tom Manning                  | Jeffrey Tambor  | Helmut Gauß                                                          |
| Prinz Nuada                  | Luke Goss       | Jacques Breuer                                                       |
| Prinzessin Nuala             | Anna Walton     | Melanie Hinze                                                        |
| Professor Trevor Bruttenholm | John Hurt       | Friedrich G. Beckhaus                                                |
| Hellboy (jung)               | Colin Ford      | Adrian Kilian                                                        |

## Sonstiges
- Brian Steele, der im Film Wink verkörpert, war auch schon im ersten Teil zu sehen: Er spielte dort Sammael.
- Die große Steinfigur während der Auktion am Anfang des Films ist vom Aussehen her an die Venus von Willendorf angelehnt.
- In der Szene, in der Hellboy ein Bier trinkt und sich an die Wand lehnt, ist hinter ihm, in einer Vitrine, die verbeulte Maske von Karl Ruprecht Krönen zu sehen (einer der Nazis aus dem ersten Teil).

## Kritiken
„Fazit: Comicbuntes Action-Spektakel trifft auf märchenhafte Lovestory im Monstergewand – kultverdächtig!“

„Fazit: ‚Hellboy II‘ ist ein fantasievolles Action- und Effektfeuerwerk, das irgendwo zwischen Märchen, Horror- und Superheldenfilm vor allem durch seine Atmosphäre und das originelle Design unterhält. Die Geschichte ist da eher Nebensache.“

## Auszeichnungen (Auswahl)
Gewonnen:
- Saturn Award in der Kategorie Bester Horrorfilm
- Die Deutsche Film- und Medienbewertung FBW in Wiesbaden verlieh dem Film das Prädikat besonders wertvoll.

Nominiert für:
- Oscar in der Kategorie Bestes Make-up
- Saturn Award in den Kategorien Bestes Make-up (Mike Elizalde) und Beste Spezialeffekte (Mike Wassel, Adrian De Wet, Andrew Chapman, Eamonn Butler)
- Empire Award in der Kategorie Bester Sci-Fi-/Fantasy-Film
- MTV Movie Award in den Kategorien Bester Kampf (Luke Goss und Ron Perlman) und Bester Schurke (Luke Goss)